# Berg im Gau
Berg im Gau er en kommune i landkreis Neuburg-Schrobenhausen i regierungsbezirk Oberbayern, i den tyske delstat Bayern. Den er en del af Verwaltungsgemeinschaft Schrobenhausen.

## Geografi
Berg im Gau ligger i Planungsregion Ingolstadt midt i Donaumoos mellem Neuburg og Schrobenhausen.
Ud over Berg im Gau, ligger i kommunen bebyggelserne Alteneich, Dettenhofen, Dirschhofen, Eppertshofen, Lampertshofen, Oberarnbach og Siefhofen.